# Bernard Sergent
Bernard Sergent (nacido en 1946) es un autor francés especializado en historia antigua y mitología comparada.  Es profesor adjunto en historia y doctor en historia antigua y arqueología, e investigador del Centre national de la recherche scientifique y presidente de la Société de mythologie française.

## Producción
La producción de Sergent continúa la de Georges Dumézil. Sus temas frecuentes son la historia de la India primitiva, la homosexualidad en la antigua Grecia y la iniciación de los jóvenes en las sociedades indo-europeas. También ha trabajado en una conciliación entre Apolo y Lug e intervino en el debate sobre la explotación política de la cuestión indoeuropea. Por lo demás, Sergent ha defendido el trabajo de Dumézil y ha ejercido fuertes críticas contra algunas de las teorías de Jean Haudry. Por último, Sergent, durante los años '90, sentó posición públicamente contra la política cultural del gobierno francés.
Libros publicados
- L'Homosexualité dans la mythologie grecque, Payot, París, 1984 (prefacio de Georges Dumézil).
- L'Homosexualité initiatique dans l'Europe ancienne, Payot, París, 1986.

L'homosexualité dans le mythe grec es una obra fundamental en los estudios sobre mitología griega. Tras escribir L'homosexualité initiatique dans l'Europe ancienne Sergent publicó ambos estudios juntos, con una nota final, bajo el título Homosexualité et initiation chez les peuples indo-européens.
- Genèse de L'Inde, París, Payot, 1997.

Obra que combate el reciente revisionismo anti-invasionista de los estudios históricos sobre la India primitiva y defiende la hipótesis tradicional de una invasión indo-aria en la India en el segundo milenio antes de Cristo. Según Sergent, tampoco es autóctona la población dravídica, sino de origen africano. Esta obra ha sido objeto de críticas muy diversas y a veces muy severas.
- Les Indo-Européens - Histoire, langues, mythes, Payot, París, 1995.

Básicamente es una introducción general a la familia lingüística indoeuropea, que Sergent asocia con ciertas culturas arqueológicas del sur de Rusia. También reconstruye una religión protoindoeuropea (basándose en el método de Dumézil).
- Homosexualité et initiation chez les peuples indo-européens, Payot et Rivages, París, 1996.
- Les Trois fonctions indo-européennes en Grèce ancienne, vol. 1: De Mycènes aux Tragique, Économica, París, 1998.

Monografía que analiza la aplicación de la hipótesis dumeziliana del sistema tripartito a la épica, la lírica y el drama griegos. En un segundo tomo, aún inédito, continuaría este análisis, pero con la filosofía y la religión griegas.
- Celtes et Grecs 1/, Payot – Bibliothèque scientifique, París, Lausanne, 1999.
- Celtes et Grecs 2/, Payot – Rivages, París 2004.

Trabajo que se avoca al estudio comparativo de las mitologías celta y griega. En el primer tomo, Le livre de héros, se compara el héroe irlandés Cúchulainn con los héroes griegos Aquiles, Belerofonte y Melantio, y la épica irlandesa Táin Bó Cúailnge con la Ilíada griega, que, según Sergent, presupone una "pre-Ilíada" indoeuropea. En el tomo 2, Le livre des dieux, Sergent sostiene que los dioses de los panteones celta y griego se derivan de una común herencia indoeuropea. Esta obra de Sergent ha contribuido en mucho a la demostración de la presencia de mitemas indoeuropeos en la mitología griega.
- La Guerre à la culture: aspects des attaques contre l'intelligence dans la période jospino raffarinesque, L'Harmattan, París, 2005.
- Les Indo-européens, Payot, 2005.
- Georges Dumézil, Adpf, París, 2006.
- L'Atlantide et la mythologie grecque, L'Harmattan, París, 2006.
- Guide de la France mythologique. Parcours touristiques et culturels dans la France des elfes, des fées, des mythes et des légendes, Payot-Rivages, Paris, 2007.

Selección de artículos publicados
- Les trois fonctions des Indo-Européens dans la Grèce ancienne: bilan critique?, Annales. Histoire, Sciences Sociales, 1979, 34, 6, pp. 1155-1186.
- Les indo-européens, Annales. Histoire, Sciences Sociales, Tomo 4, 1982.
- La religion cosmique des indo-européens (note critique), Annales. Histoire, Sciences Sociales, 1990, Tomo 4, p. 941-949.
- Le yoga, origine et histoire, 2002.